# 초거성
초거성(超巨星, 영어: Supergiant)은 매우 무겁고 밝은 별 중 하나이다. 이들은 헤르츠스프룽-러셀 도표의 꼭대기 영역을 차지하며, 절대 복사 등급은 대략 -5에서 -12 등급 사이이고, 표면 온도는 약 3,500도 이다.

## 특징
초거성은 태양질량(M☉)의 8~12 배 이상의 질량을 가지고 있고, 광도는 태양광도(L☉)의 약 10,000 배에서 백만 배 이상이다. 반지름은 보통 태양반지름(R☉)의 30 ~ 500 배, 심지어 지나치면 1,000 배 정도로 매우 다양하다. 이들은 질량이 작은 별이 겪는 헬륨섬광이나 강력한 준설 없이, 중심핵이 축퇴되기 전에 부드럽게 중심핵 헬륨 연소가 시작되기에 충분히 무겁고, 대개 철이 남을 때까지 계속해서 무거운 원소를 태운다. 또한 큰 질량으로 인해 이들은 초신성으로서 폭발할 운명이다.
슈테판-볼츠만 법칙에 따르면 적색초거성의 상대적으로 차가운 표면은 청색초거성의 단위면적당 복사에너지보다 훨씬 낮은 에너지를 방출한다. 따라서 주어진 광도에 대해서 적색초거성은 청색초거성보다 반지름이 크다. 복사압 한계는 가장 크고 차가운 초거성의 경우에 약 1,500 R☉, 가장 무겁고 뜨거운 초거성은 약 100만 L☉(Mv 약 -9 등급)이다. 이러한 한계에 가깝거나 가끔 그를 초과하는 별들은 불안정적이고, 맥동하며, 빠른 질량손실을 겪게 된다.
초거성은 별의 스펙트럼에 기준하여 분류된다. 초거성은 어리고 푸른 O형 초거성에서부터 많이 진화한 M형 초거성까지 어느 분광형에서나 존재한다. 초거성이 동일한 분광형의 주계열과 거성에 비해서 광도가 크다.
많은 양의 무거운 원소를 가진 진화한 별이다. 이는 순수히 관측한 스펙트럼을 통해 별을 광도유형으로 분류하는 MK 광도 체계에 기초한다. 낮은 표면중력과 융합물로 인한 선스펙트럼의 변화 뿐만 아니라, 매우 밝은 별은 큰 질량손실률과 그 결과로 방출되어 흡수선, 백조자리 P 선윤곽(P Cygni profile) 또는 금지선을 형성하는 별 주위 물질로 구성된 구름을 가지고 있다. MK 광도 체계는 별을 광도유형으로 분류하는데, Ib는 초거성에 대해서, Ia는 밝은 초거성에 대해서, 0(영) 또는 Ia+는 극대거성에 대해서다. 이러한 분류에 대해서는 사실 잘 구분되는 대역보다는 매우 연속적인 대역만 있고, Iab와 같은 분류는 중간 정도로 밝은 초거성을 일컫는데 사용된다. 초거성의 스펙트럼은 스펙트럼 특이성을 나타내기 위해 자주 주석이 달리는데, 예를 들면 B2lae 또는 F8labpec가 있다.

### 별의 분류
초거성이라는 용어는 구체적인 단일 정의가 아니어서, 보통 초거성으로 여기지 않거나, 그럴 수 없는 진화한 별의 각가지 다른 분류가 존재한다. 오로지 분광형, 광도 또는 크기, 질량, 조성, 내부구조, 또는 진화단계와 같은 기준에 기초한 정의는 초거성의 주제와는 어느정도 다른 별도 포함할 것이다.
점근거성가지(AGB) 별은 광도가 적색초거성만큼 크며 많이 진화한 작은 질량의 적색거성이다. 그러나 질량이 작기 때문에 다른 진화단계(헬륨껍질연소)에 있으며, 다른 방식(초신성이 아니라 행성상성운과 백색왜성)으로 일생을 끝마친다. 천체물리학자들은 이것을 적색초거성과 구분하는 것을 선호한다. 헬륨보다 무거운 원소를 융합하기 시작하는 한계 질량에 대한 경계선은 약 7~10 M☉(일부 모형에서는 12 M☉만큼 큼)으로 모호하다. 전문가들의 연구에서 이러한 별들은 종종 초 AGB 별로써 표현되는데, AGB와 마찬가지로 이들이 열맥동과 같은 많은 특징을 가지고 있기 때문이다. 다른 이들은 헬륨보다 무거운 원소를 태우기 시작하여 초신성으로서 폭발할 수 있기 때문에 그들을 작은 질량 초거성이라고 표현하기도 한다. 이러한 중간형 별들은 후에 희귀한 산소-네온 백색왜성 또는 전자포획 초신성이 되는 산소-마그네슘-네온 핵이 발달한다.
울프-레이에 별 또한 매우 무겁고 밝은 진화한 별으로, 대부분의 초거성보다 뜨겁고 작으며, 덜 밝게 보이지만 보통 높은 온도로 인해 더 밝다. 이들은 헬륨과 다른 중원소의 선이 우세한 스펙트럼을 가지고 있는데, 보통 수소는 적거나 없다. 이는 초거성보다 훨씬 더 진화한 별이라는 특징에 대한 단서를 제공한다. AGB 별이 대부분 HR 도표상에서 적색초거성이 위치한 영역과 동일한 영역에서 나타나는 것처럼, 울프-레이에 별은 HR 도표상에서 매우 뜨거운 청색초거성과 주계열성이 위치한 영역과 동일한 영역에서 나타난다.
매우 무겁고 밝은 주계열성은 빠르게 진화하기 때문에 대부분 초거성과 구분하기 어렵다. 이들은 거의 동일한 온도와 광도를 가지고 있고, 좁은 초기 O형 주계열성에서 초기 O형 초거성 영역 가까이로 진화해가는 것을 보여주는 스펙트럼 특징을 통한 자세한 분석으로만 구별할 수 있다. 그러한 초기 O형 초거성들은 WNLh 울프-레이에 별과 많은 특징을 공유하며 때때로 두 유형의 중간형인 사선별(slash star)로 표기되기도 한다.
밝은 청색변광성(LBV)은 HR 도표상에서 청색초거성과 동일한 영역에서 나타나는 별의 유형 중 하나다. 보통 청색초거성과는 구별된다. 이들은 거대하고, 무겁고, 밝은 진화한 별로, 보통 극대거성이지만 표준 분광형에 따른 배치로는 설명하기 힘든 매우 독특한 분광학적 변동성을 가지고 있다. LBV는 특정 시각에만 관측되거나, 간단하게 뜨거운 초거성으로 또는 높은 광도로 인해 LBV 후보로 표기될 수 있는 안정적일 때는 시간에 따른 주기마다 관측된다.
극대거성은 초거성 분류보다 훨씬 밝다는 점만 지극히 중요하다고 보고 있긴해도 흔히 초거성과는 다른 별의 분류로 여겨진다. 이들은 초거성처럼 크고, 무겁고, 밝은 진화한 별이지만 매우 무겁고 극단적으로 밝으며, 극단적인 광도와 불안정성으로 인해 높은 질량손실을 겪고 있는 특별한 추가적 특징을 가진다. 불안정성의 커짐 후에 높은 질량손실과 약간의 광도 증가 때문에 보통 더 진화한 초거성만 극대거성의 특징을 보여준다.
비이형 별은 보통 청색초거성과 명확하게 차이가 나긴 해도, 일부 비이형 별은 그와 맞먹는 온도와 광도를 가지고 있다. 일부 연구자들은 초거성으로부터 비이형 천체를 구별하는데 비해, 다른 이들은 특별히 무겁고 밝은 비이형 별을 초거성의 하위유형으로 정의하는 것을 선호한다. 후자는 B(e) 현상이 명확히 초거성의 일생 중 한 단계에 있는 일부를 포함하는, 뚜렷한 유형의 많은 별들과 별도로 발생하는 것에 대한 이해로 더 일반적이게 되었다.

### 변광
대부분의 초거성이 백조자리 알파형 변광성, 반규칙 변광성, 불규칙 변광성과 같이 어느정도의 측광 변광을 보여주는데 비해, 초거성 중에 명확하게 잘 정의된 유형의 변광성이 있다. 불안정띠(instability strip)는 초거성 영역을 교차하는데, 특히 많은 고전적 세페이드 변광성이 초거성이다. 동일한 불안정띠는 그보다 훨씬 더 밝은, 극단적으로 희귀하고 짧은 시간만 유지되는 황색극대거성까지 포함한다. 전부는 아니더라도 많은 북쪽왕관자리 R형 변광성은 황색초거성이다. 그러나 이 변광은 물리학적 불안정성보다는 평상시의 화학적 조성 때문이다.
황소자리 RV형 변광성이나 망원경자리 PV형 변광성과 같은 더 많은 유형의 변광성은 종종 초거성으로 묘사된다. 희귀한 황소자리 RV형 변광성이 낮은 표면중력 계산에 근거하여 자주 초거성 광도분류로써 분광형에 배치되지만, 이들은 질량과 광도가 작은 후기-AGB 별이다. 마찬가지로 더 희귀한 망원경자리 PV형 변광성도 종종 초거성으로 묘사된다. 그러나 초거성보다 낮은 광도와 극단적으로 수소가 부족한 특이 비이형 별의 스펙트럼을 가지고 있다. 아마도 이들 또한 후-AGB 천체이거나, "회생"(born-again)한 AGB 별일 것이다.
이미 언급한 LBV는 다중 반규칙 변광성으로 예측하기 힘든 방출과 거대한 폭발을 일으킨다. 이들이 극단적으로 밝고, 무겁고, 팽창한 외포층을 가지는 진화한 별이라는 특징에서 근본적으로 초거성과 같지만, 이들은 매우 독특하고 특이해서 종종 초거성 또는 주어진 초거성 분광형으로 표현되는 것 없이 별개의 분류로 여겨진다. 보통 이들의 분광형은 "LBV"와 같이 주어질 것이다. 왜냐하면 이들이 특이하고 크게 가변적인 스펙트럼 특징을 가지고 있기 때문이다. 온도는 폭발 시에 약 8,000 K에서 20,000 K까지 또는 잠잠할 때는 그 이상으로 변한다.

## 진화
O형 주계열성과 대부분의 무거운 B형 청백색별은 초거성이 된다. 이들은 매우 무거운 질량 때문에 3,000만 년에서 수십만 년의 짧은 수명을 가진다. 주로 산개성단, 나선은하의 나선팔, 불규칙은하와 같은 어린 은하구조에서 관측된다. 이들은 나선은하의 팽대부에서는 덜 풍부하며, 늙은 별로 구성된 타원은하나 구상성단에서도 주로 희귀하게 관측된다.
초거성은 무거운 주계열성이 중심핵의 수소를 소진할 때 진화되었다. 이후 작은 질량의 별들처럼 팽창하기 시작하지만, 작은 질량의 별과는 달리 중심핵에서 수소가 소진되면 즉각적으로 헬륨을 융합하기 시작한다. 이는 별의 광도가 작은 질량의 별처럼 극단적으로 상승하지 않고 HR 도표상에서 수평에 가깝게 이동하여 적색거성이 되는 과정을 의미한다. 또한 작은 질량의 별과는 달리, 적색초거성은 헬륨보다 무거운 원소를 융합하기에 충분히 무겁다. 그래서 이들은 헬륨이 고갈되었을 때 행성상성운처럼 자신의 대기층을 방출하지 않는다. 그뿐 아니라, 이들은 질량을 충분히 잃어 백색왜성을 형성할 수 없다. 그래서 보통 중심핵 붕괴로 인한 초신성 폭발 이후에 중성자성이나 블랙홀을 잔해로 남기게 된다.
약 40 M☉보다 더 무거운 별들은 적색초거성이 되지 않는다. 이들은 매우 빠르게 연소하며 외포층을 날려보내어 다시 뜨거운 별이 되면서 청색초거성이나 황색극대거성 단계에 이르게 된다. 약 100 M☉을 넘는 매우 무거운 별들은 O형 주계열성의 위치에서 거의 움직이지 않는다. 이러한 별들은 매우 효율적으로 대류하여 표면에서 중심핵까지 수소를 혼합한다. 이들은 별 도처에 있는 거의 대부분의 수소가 고갈될 때까지 수소융합을 계속한다. 그러면 뜨겁고 밝은 별과 매우 유사한 진화단계들을 거쳐 빠르게 진화한다. 초거성이라면, 사선별, WNh 별, WN 별, 그리고 아마 WC 또는 WO 별까지 거친다. 이들은 초신성으로서 폭발할 것으로 예측되지만, 폭발이 일어나기 전에 이들이 얼만큼 진화할 것인가는 명확하지 않다. 중심핵에서 수소가 아직도 연소되고 있는 초거성의 존재는 무거운 별에서 융합 산물이 쌓여감으로써 별의 크기와 광도가 증가하지만 일부 수소가 아직도 남아있다는 좀 더 복합적인 초거성의 정의가 필요할지도 모름을 시사한다.
우주 최초의 별은 현재 우주에 있는 별보다도 매우 밝고 훨씬 무거울 것으로 여겨져 왔다. 이런 별들은 가설화된 항성종족 III의 일부이다. 이들의 존재는 퀘이사에 있는 수소와 헬륨 외에 다른 원소들의 관측을 설명하는데 필요하다. 오늘날 알려진 어떤 초거성보다도 크고 훨씬 밝을 것이지만, 이들의 구조는 작은 대류와 적은 질량손실과 같이 상당히 다를 것이다. 이들의 매우 짧은 삶은 격변적인 광붕괴 또는 쌍불안정성 초신성으로 끝을 맞이할 것이다.

## 초신성 원형
대부분의 II형 초신성 원형은 적색초거성일 것으로 여겨지는데 비해, 희귀한 Ib/c형 초신성은 거의 완벽히 수소 대기를 잃어버린 뜨거운 울프-레이에 별에 의해 발생했다고 여겨지고 있다. 정의에 따른 대부분의 초거성들은 격변적으로 일생을 끝마칠 운명이다. 헬륨보다 무거운 원소를 융합하는데 충분히 큰 별은 파멸적인 중심핵 붕괴를 막기 위해 질량을 충분히 잃을 어떤 방법도 없다. 일부는 자신의 중심 블랙홀로 거의 흔적도 없이 붕괴할 수도 있다.
그러나, 단순한 "양파" 모형은 예상대로 적색초거성의 철핵의 발달과 이후 폭발이 아주 단순화 된 것임을 보여준다. 특이한 II형의 초신성 1987A의 원형은 일생에서 적색초거성 단계를 이미 지난 것으로 여겨지는 청색 초거성이었다. 이는 현재 아주 예외적인 상황이 아닌 것으로 밝혀졌다. 현재 다양한 연구는 청색초거성이 어떻게 초신성으로 폭발하고 적색초거성일 때 뜨거운 초거성이 되어 살아남을 수 있었는지에 초점을 맞추고 있다.

## 잘 알려진 예
초거성은 희귀하고 짧은 수명의 별이지만, 높은 광도로 인해 하늘에서 육안으로 보이는 가장 밝은 별 일부 및 많은 별들이 바로 이들이다. 리겔은 오리온자리에서 가장 밝은 별이고 전형적인 청백색 초거성이다. 데네브는 백조자리에서 가장 밝은 별으로 백색 초거성이다. 세페우스자리 델타는 세페이드 변광성의 유명한 원형으로 황색 초거성이다. 베텔게우스와 안타레스는 적색 초거성이고, 세페우스자리 뮤는 육안으로 가장 붉게 보이는 별 중 하나로 우리 은하에서 가장 거대한 별 중 하나이다. 카시오페이아자리 로는 육안으로 보이는 황색 극대거성이고, 육안으로 보이는 별 중에 가장 밝은 것 중 하나다. 절대등급은 -7.5 이다.

## 같이 보기
- 거성
- 적색거성
- 적색 초거성
- 청색 초거성
- 극대거성
- 황색극대거성